# Доне
Доне (фр. Donnay) насеље је и општина у северној Француској у региону Доња Нормандија, у департману Калвадос која припада префектури Кан.
По подацима из 2011. године у општини је живело 204 становника, а густина насељености је износила 18,23 становника/km². Општина се простире на површини од 11,19 km². Налази се на средњој надморској висини од 250 метара (максималној 297 m, а минималној 110 m).

## Демографија
| 1962. | 1968. | 1975. | 1982. | 1990. | 1999. | 2011. |
| ----- | ----- | ----- | ----- | ----- | ----- | ----- |
| 184   | 200   | 169   | 172   | 177   | 190   | 204   |

График промене броја становника у току последњих година